# Президентски избори в Чехия (2023)
Президентските избори в Чехия (2023) са третите избори за президент на Чехия, провеждани чрез пряко общонародно гласуване. Настоящият президент Милош Земан след два последователни мандата няма право повече да се кандидатира. Изборът протича в два тура, като от осемте кандидати в първия тур, за втория се класират претендентите о.з. ген. Петър Павел и бившият министър-председател на Чехия Андрей Бабиш. В президентските избори на Чехия не се избира вицепрезидент (няма такава длъжност). При рекордна дотогава избирателна активност (70,25%), на втория тур Петър Павел печели с 58,32% срещу 41,67% за Андрей Бабиш. Новоизбраният президент встъпва в длъжност на 8 март 2023, като президенският мандат е 5 години.

## Първи тур
От общо 21 кандидати до първи тур (13 и 14 януари 2023) са допуснати 9 кандидати, един от които впоследствие се отказва. Настоящият президент на Чехия Милош Земан няма право да се кандидатира за трети мандат. По реда на жребия кандидатите са:
1. Павел Фишер - политик и дипломат, бивш посланик във Франция. Постигнал 6,75% на първи тур.
2. Ярослав Башта - политик и дипломат, бивш министър без портфейл. 4,45% на първи тур.
4. Петър Павел - генерал в оставка, бивш председател на военния комитет на НАТО и бивш началник на генералния щаб на Чехия. 35,40% на първи тур, класира се за балотаж.
5. Томаш Зима - лекар и биохимик, ректор на Карловия университет в Прага. 0,55% на първи тур.
6. Дануше Нерудова - икономист и педагог, бивш ректор на Менделовия университет в гр. Бърно. 13,92% на първи тур.
7. Андрей Бабиш - бизнесмен и политик, бивш министър на финансите и бивш министър-председател на Чешката република. 34,99% на първи тур, класира се за балотаж.
8. Карел Дивиш - бизнесмен, икономист и математик. Граждански кандидат. 1,35% на първи тур.
9. Марек Хилшер - лекар, педагог и граждански активист, сенатор от Горната камара на Чехия. 2,56% на първи тур.
Заб.: под №3 жребият е отредил място за участие на Йозеф Стржедула, профсъюзен деец, който се отказва от участие в полза на Дануше Нерудова.

## Втори тур
На втория тур от изборите независимият кандидат Петър Павел (генерал в оставка) печели изборите за президент с над 58%. Заклеването и встъпването в длъжност се провежда на 8 март 2023 г.